# Sint-Hermescrypte

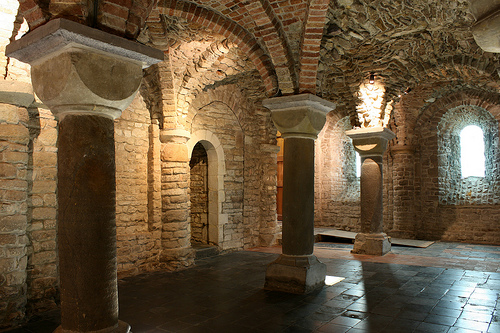
Sint-Hermescrypte

De Sint-Hermescrypte is een crypte onder de Sint-Hermesbasiliek in de Belgische stad Ronse. De crypte is uniek in België, hoewel het verschijnsel typisch was voor de romaanse architectuur in West-Europa. Ondanks een diversiteit in stijlen, toont de crypte een architecturale eenheid. Onder de vloer van de crypte werden funderingen in visgraatverband teruggevonden van een voor-Romaans kerkje van rond 945.
De crypte diende als bewaarplaats voor de relieken van de plaatselijke heilige, Hermes, patroon van de zenuw- en geesteszieken. Hierdoor was Ronse in de middeleeuwen een belangrijk religieus centrum en bedevaarders kwamen om hulp en genezing te vragen.
De krocht werd in 1937 samen met de kerk als monument beschermd. In 2021 en 2022 werd de crypte gerestaureerd .

## Beschrijving

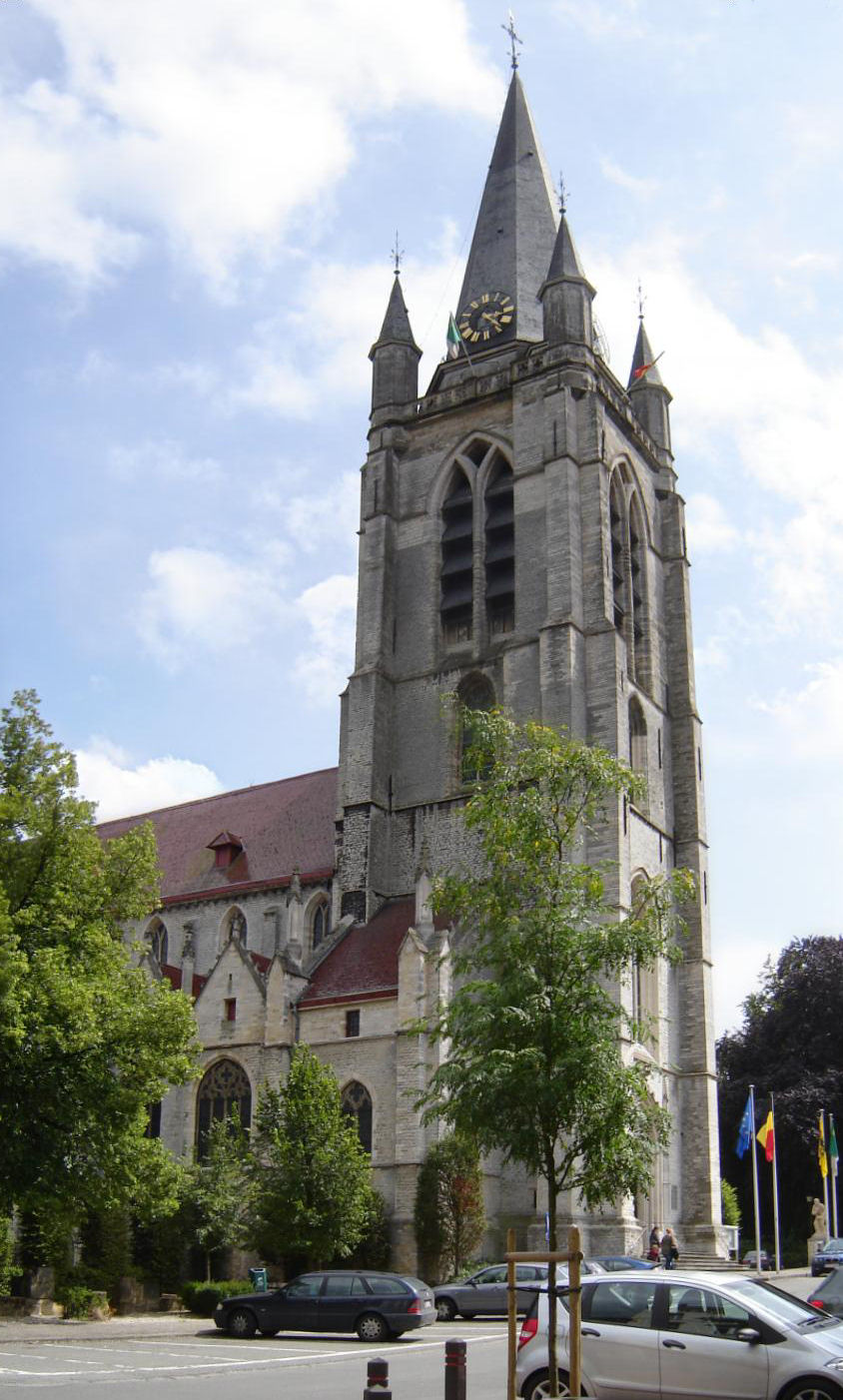
Sint-Hermesbasiliek

De muren van de oorspronkelijke romaanse crypte bestaan uit blokken bruingrijze ijzerzandsteen en staan nog altijd overeind, met uitzondering van het kooreinde. In de muren zijn nog steeds de twee oorspronkelijke toegangsdeuren vanuit de bovenkerk en een aantal rondbogige venstertjes aanwezig. In de westwand zijn drie nissen van de confessio nog zichtbaar. De crypte heeft ook een verborgen grafkamer, een waterput en twee zijkamers die als badkamer voor de pelgrims fungeerden.
Een groot stuk van de gewelven werd vernield in 1267 toen de vieringtoren neerstortte. Enkel een aantal vlakken in de noordelijke kruisbeuk zijn bewaard gebleven. De gewelven werden in baksteen en met typische vroeggotische spitsbogen gerestaureerd. Het elfde-eeuwse bouwwerk telt 32 zuilen, waarvan 15 van de oorspronkelijke 24 romaanse monolietzuilen met een typisch kubus- of teerlingkapiteel. De andere zuilen bestaan uit trommels, afgedekt met koolbladkapitelen.
Het geheel werd in 1511-1526 uitgebreid met een laatgotisch kooreinde. De muren werd opgetrokken uit baksteen of men hergebruikte materiaal van het afgebroken Romaanse koor. Hier zijn er brede spitsbogige venster aan de binnenkant, die echter afgerond zijn aan de buitenkant. Ook een aantal gewelfbogen in Avesnessteen zijn zo opgebouwd en hebben een sluitsteen die met religieuze of profane motieven is versierd. In die periode werd aan de zuidzijde van het koor ook een kapel ingericht.
In de kapel wordt tegenwoordig een verzameling archeologische vondsten tentoongesteld. In de crypte staan gebeeldhouwde Romaanse kapitelen opgesteld, net als enkele vondsten uit de Romeinse, Merovingische en Karolingische tijd.

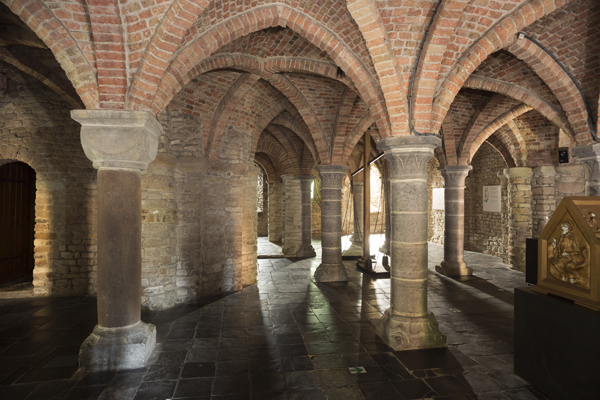
Crypte
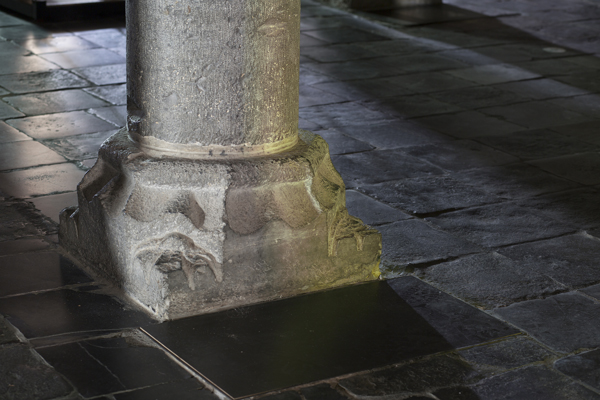
Monolietzuil
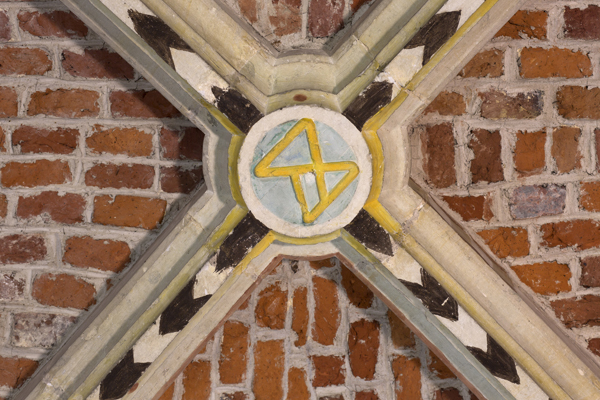
Sluitsteen
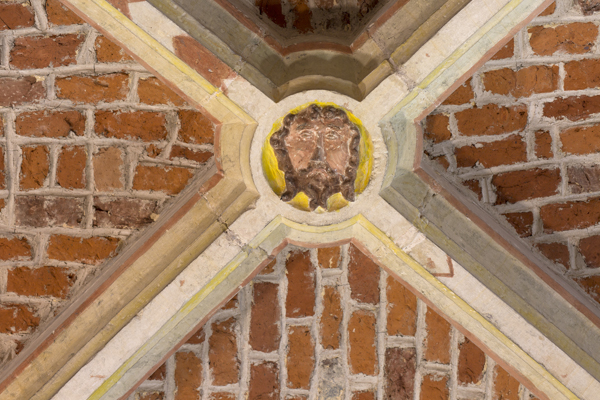
Sluitsteen
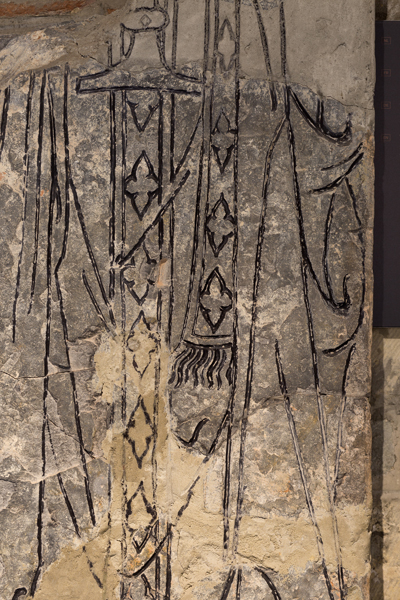
Oude grafsteen